# 간 내각 (제2차 개조)
간 제2차 개조내각(일본어: 菅第2次改造内閣)은 중의원 의원, 민주당 대표 간 나오토가 제94대 내각총리대신으로 임명되어, 2011년 1월 14일부터 2011년 9월 2일까지 존재한 일본의 내각이다.

## 개요

### 내각이 개조될 때까지의 배경
2010년 6월에 총리로 취임한 간 나오토는 같은 해 7월에 실시된 제22회 참의원 의원 통상 선거에서 패했다. 그 후 9월에 치러진 민주당 대표 선거에서 오자와 이치로 전 민주당 대표를 누르고 민주당 대표로 재선된 것을 받아들이고 내각 개조를 단행, 제176회 임시 국회에 임했다. 그러나 참의원 선거 결과에서 일어난 중참 양원의 갈등 상태에 의해 심의가 진행되지 않았고 센카쿠 열도 중국 어선 충돌 사건의 대응이나 오자와의 ‘정치와 돈’을 둘러싼 논란에 대해 야당의 호된 추궁을 받았다. 11월에는 센고쿠 요시토 내각관방장관과 마부치 스미오 국토교통대신에 대한 참의원에서 문책 결의안이 가결돼 야당은 두 사람이 관할하는 의안 심의를 거부했다. 또한, 센고쿠나 야나기다 미노루 법무대신(당시)의 실언에 의한 심의가 겉돌면서 정부가 제출한 법안 성립률이 과거 10년 동안 최저 수준인 37.8%까지 낮아졌다.
민주당 내부의 항쟁에 의한 정부 여당의 지지율도 하락했고 각 언론사에서 실시한 여론 조사에서는 내각 지지율이 20%대까지 하락했다. 차기 총선거의 비례대표 투표처도 2009년 정권 교체 이후 처음으로 자유민주당에게 역전당했다. 이런 상황에서 간 총리는 침체된 일본 경제를 다시 세워 긴박한 한반도 문제, TPP 참가, 내각 지지율 침체, 야당의 공격이 거세질 것으로 예상되는 차기 통상 국회(제177회 국회)와 같은 내우외환의 정세를 타개하고자 더욱 강력한 체제 구축을 모색하여 2011년 1월 14일에 두 번째의 내각 개조를 단행했다. 간 제2차 개조내각은 같은 날에 진행된 인증식을 거쳐 정식으로 발족했다.
재개조내각으로서는 제1차 개조내각으로부터 118일 후에 개조한 것이 가장 짧았는데 이는 역대 최단 기록이다.

### 인사
이 개조내각에서는 11명의 각료가 소폭으로 유임됐다. 문책 결의를 받은 센고쿠·마부치와 북한이 대한민국 연평도를 포격한 연평도 포격 사건에서 당일 경찰청에 출근하지 않은 책임을 물었던 오카자키 도미코 국가공안위원회 위원장이 퇴진했다(단, 센고쿠와 마부치는 2개월 후에 간 내각의 관방부장관 또는 총리 보좌관으로 복귀했다).
자유민주당을 탈당하고 일어나라 일본의 결성에 참여한 요사노 가오루가 입각했는데 요사노는 12월에 간 총리가 ‘일어나라’에 연립 정권 참가를 호소했을 때 민주당과의 가교역을 맡고 있었다. ‘일어나라’는 27일에 이를 거부했지만 그 후 요사노는 당내에서 고립됐다고 말할 정도로 내각 개조 전날에 ‘일어나라’를 탈당했다.
내각관방장관에는 에다노 유키오가 취임했고 경제 재정 담당 대신에 요사노가 취임했는데 이것을 계기로 경제 재정 담당 대신으로 재임 중인 가이에다 반리가 경제산업대신에, 경제산업대신으로 재임 중인 오하타 아키히로는 국토교통대신으로 보직이 이동됐다. 가이에다는 같은 선거구에서 전회 중의원 선거에서 경쟁했던 요사노가 자신의 후임으로서 입각했던 것에 대해 ‘인생은 부조리’라고 토로한 바 있다. 중의원 선거가 소선거구 비례대표 병립제가 된 1996년 10월 이후 같은 선거구에서 당선범위 1명을 놓고 다퉜던 두 명의 중의원 의원이 같은 내각에 각료로서 입각한 것은 처음이다.
센고쿠가 겸임하고 있던 법무대신에는 에다 사쓰키 전 참의원 의장이 취임했는데 의장 경험자의 입각은 1973년 11월에 중의원 의장 경험자인 나카무라 우메키치가 다나카 가쿠에이 내각에 법무대신으로서 입각한 이후 참의원 의장 경험자의 입각은 처음이다. 또, 내각 개조가 갑작스럽게 결정됐기 때문인지 4명의 각료가 외교 일정을 취소하거나 귀국을 앞당기는 상황이 발생했다. 결과적으로 마부치 이외 3명의 각료는 유임됐지만 이들의 일정 변경에 대해 외교 의례나 실무상의 문제가 지적되기도 했다.
- 마부치 스미오 국토교통대신 13 ~ 16일에 미국 방문 예정
- 가타야마 요시히로 총무대신 말레이시아 출장, 예정을 앞당겨 급거 귀국
- 지미 쇼자부로 금융 담당 대신 영국 방문, 잉글랜드 은행 총재와의 회담을 취소하고 급거 귀국
- 마에하라 세이지 외무대신 대한민국 방문 & 이명박 대통령과의 회담 연기

간·에다노, 대표 대행이 된 센고쿠·오카다 가쓰야 간사장 쪽의 반(反)오자와파가 내각과 민주당 집행부의 요직을 차지하고 한층 더 ‘탈 오자와’를 가속시킨 결과가 됐다.

### 호칭
제1차 개조내각을 조성했던 간 총리가 개조를 다시 시행한 것에 의해서 발족한 내각인데 일부 언론에서는 ‘간 재개조내각’(菅再改造内閣)이라는 호칭을 사용했다.
- 에다노 내각관방장관은 14일 각료 명부를 발표하는 기자회견에서 이 내각을 노년층과 젋은층의 밸런스를 같이 잡은 ‘실무 강력 추진 내각’(実務強力推進内閣)이라고 이름을 붙였다.[8]
- 간 총리는 지금까지 자신의 내각에 ‘기병대 내각’(奇兵隊内閣), ‘유언실행 내각’(有言実行内閣) 등이라는 이름을 붙여왔지만 이 내각에서는 특별히 이름을 붙이지 않았다.[9]

## 배경

### 당수 토론
간 나오토 정권이 발족된 이후 당수 토론은 열리지 않았지만 2011년 2월 3일에 간 총리는 당수 토론을 열겠다는 입장을 표명하여 2월 9일에 당수 토론을 개최했다. 간 총리는 사회 보장과 세금 일체 개혁의 여야 협의에 야당이 응해줄 것을 요구했지만 자유민주당의 다니가키 사다카즈 총재는 “정권 공약의 재검토하고 난 후에 세금과 사회 보장의 일체 개혁안을 정리해야 하는 것이 아닌가”, “매니페스토 위반과 함께 짜고치는 고스톱을 함께 해달라는 이야기엔 응할 수 없다”라고 반론을 내놓았고 “(일체 개혁은)‘국민의 신의를 얻었으니’라고 생각하는 것이 지름길이다”라고 해산한 뒤 총선거를 시행해달라고 요구했다. 공명당의 야마구치 나쓰오 대표도 간 총리를 신랄하게 비판하고 간 내각과의 대립각을 두는 자세를 보이기도 했다.

### 재일 한국인 위법 헌금 논란
2011년 3월 4일, 참의원 예산위원회에서 마에하라 세이지 외무대신이 재일 한국인 여성으로부터 헌금을 받았다는 사실이 밝혀지면서 궁지에 몰린 마에하라는 3월 7일부로 사임했다. 후임 외무대신에는 외무 부대신인 마쓰모토 다케아키가 승격했다. 더욱이 마에하라는 내각총리대신 임시 대리 예정자 3순위로 분류돼 있었지만, 마에하라가 사임한 이후에는 후임 내각총리대신 임시 대리 예정자 3순위로 지정되지 않았기 때문에 내각총리대신 임시 대리 예정자의 지정이 통상 5명이 아닌 4명의 체제가 9월까지 이어졌다.
또한 2011년 3월 9일, 간 나오토 총리의 자금을 관리하는 단체가 2006년과 2009년에 파친코 가게를 운영하는 금융기관의 전직 이사인 재일 한국인으로부터 총 104만 엔의 헌금을 받았다는 사실이 아사히 신문의 취재를 통해서 드러났다. 이 논란에 대해 자유민주당, 공명당, 민나노당은 간 나오토에게 총리직 사임을 요구하며 협조를 구했지만 3월 11일에 도호쿠 지방 태평양 해역 지진이 발생한 것에 의해서 추궁이 이뤄지지 않았고 간 총리는 3월 14일에 위법 헌금 총 104만 엔을 반환했다.
더 나아가 3월 9일에 간 그룹의 대표로 있던 도이 류이치 정치윤리심사회 회장이 한일기독교의원연맹 집회에서 일본이 독도 영유권을 포기하는 내용인 ‘한일공동선언’에 서명했다는 사실이 드러나면서 도이는 국회와 당내의 모든 직책을 사임, 3월 15일에 민주당을 탈당했다.

### 동일본 대지진과 관련한 내각의 대응

#### 후쿠시마 제1 원자력 발전소 사고에 있어서의 초동 대응
원자력 재해 대책 특별 조치법에 근거하는 ‘원자력 긴급 사태 선언’과 원자력 재해 대책 본부의 설치에 대해서는 간 총리가 ‘어디에 근거가 있는 것인가’라고 설명을 요구했기 때문에 에다노 내각관방장관과 내각총리대신 보좌관들이 관계 법령의 확인 작업에 쫓겨서 정부의 초동 대응이 늦어졌다는 가이에다 반리 경제산업대신이 증언하기도 했다. 이에 대해 간 총리는 국회 사고조사위원회에 참고인으로 초치됐을 때 “좀 더 빨랐었더라면 하는 지적은 받아들이겠지만 수상 관저의 대책실은 이미 움직이고 있어서 결과적으로 지장은 없었다”라고 해명했다.

#### 조직의 증설

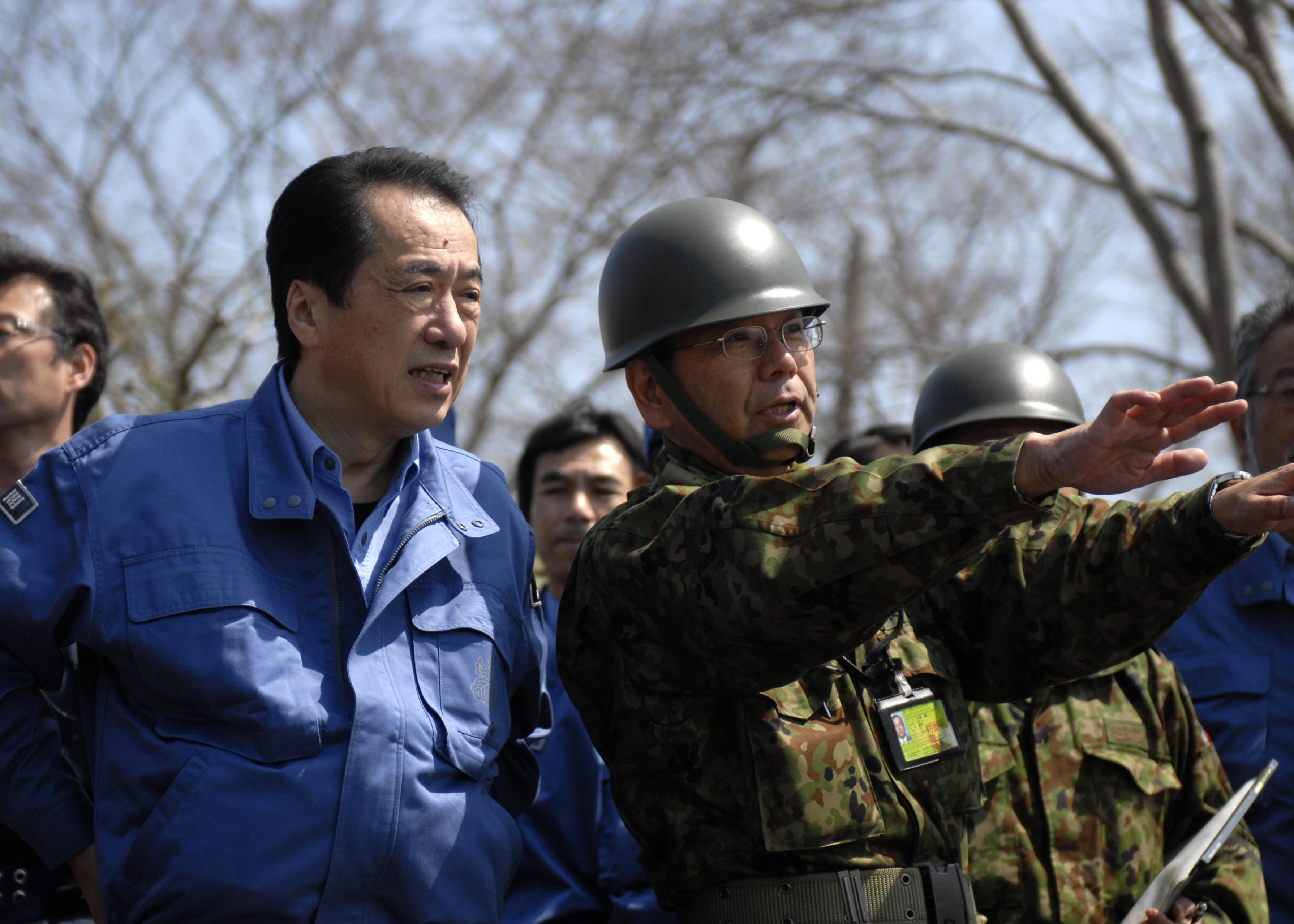
2011년 4월 11일, 미야기현 이시노마키시에서 간 나오토 내각총리대신(왼쪽)과 구노 유지 육상자위대 제6사단 사단장(오른쪽)

2011년 3월 11일, 동일본 대지진(도호쿠 지방 태평양 해역 지진)의 발생에 대해 간 내각은 간 나오토를 본부장으로 하는 ‘긴급 재해 대책 본부’, ‘원자력 재해 통합 대책 본부’, ‘후쿠시마 원자력 발전 사고 대책 통합 연락 본부’, 마쓰모토 류 방재상을 본부장으로 하는 ‘이재민 생활 지원 특별 대책 본부’, 유아사 마코토를 실장으로 하는 ‘지진 재해 자원봉사 협력실’, 에다노 유키오 내각관방장관을 본부장으로 하는 ‘전력 수급 긴급 대책 본부’를 설치했다. 그러나 법률에 기초하지 않은 조직이었기 때문에 법적인 자리잡기와 연동해야 할 부처 등의 역할이 분명치 않았기 때문에 각 조직의 협력이 잡히질 않았었다. 각각의 조직이 제 기능을 하지 못함에도 불구하고 3월 22일에 간 내각은 ‘이재민 지원 각 부성 연락 회의’를 설치했지만 이 문제는 해소되지 않았고 간 총리도 수상 관저의 대책본부나 회의는 충분히 기능을 발휘하지 못하는 것을 인정했다.
5월 6일, 간 내각은 조직 재편 계획을 발표했지만 그 내용은 기존의 대책 본부를 ‘팀’이나 ‘대책실’로 명칭을 변경해서 조직의 내실을 그대로 존속시키는 것이었다. 또, 5월 31일 중의원 동일본 대지진 부흥 특별 위원회에서 간 내각은 3월 11일에 설치한 ‘원자력 재해 현지 대책 본부’가 책임자 부재였던 점을 밝혀 다지마 가나메 정무관을 책임자로 하겠다는 입장을 표명했다.
4월 1일, 간 총리는 동일본 대지진 부흥 구상 회의의 발족을 표명했지만 참의원 의장 니시오카 다케오로부터 이재민 구원 시책이 전혀 이뤄지지 않았다며 ‘회의가 겉돌고 있다’라는 비판을 받았다. 이에 대해 에다노 내각관방장관은 “회의가 겉돌았다고 해도 지휘 계통이 불명확했던 것은 아니다”라고 반박했다. 4월 27일에는 간 나오토 정권 발족 후 처음으로 열린 중앙 방재 회의에서 지진과 해일의 대책에 대한 논의가 이뤄졌다.
6월 28일에는 간 내각이 3월 11일에 설치한 ‘긴급 재해 대책 본부’ 첫 회담이 개최돼 부흥 기본 지침의 입안을 검토해 갈 방침이 결정됐다.

#### 의사록의 미작성
2012년 1월 27일, 노다 내각은 간 내각이 조직한 동일본 대지진에 관한 15개의 조직 가운데 ‘원자력 재해 대책 본부’, ‘정부·도쿄 전력 통합 대책실’, ‘원자력 발전 사고 경제 피해 대응팀’, ‘긴급 재해 대책 본부’, ‘이재민 생활 지원팀’, ‘관저 긴급 소집팀’, ‘각 부성 연락 회의’, ‘경제 정세에 관한 검토 회합’, ‘전력 수요에 관한 검토 회합’, ‘전력 개혁 및 도쿄 전력에 관한 각료 회합’ 등 10개의 조직이 공문서 관리법(공문서 등 관리에 관한 법률)이 주지로 하는 의사록을 미작성, 그중 5개 조직에서는 의사 개요도 미작성 또는 일부 작성했다는 조사 결과를 발표했다. 노다 요시히코 총리는 오전에 열린 참의원 본회의에서 “문서를 수시로 기록되지 않은 것은 유감이며 회의에서의 의지 결정 과정을 파악할 수 있는 문서 작성은 국민에게 설명할 책임을 다하기 위해 지극히 중요하다”라고 답변했다. 이틀 후인 29일에 당시 내각관방장관인 에다노 유키오 경제산업상은 기자회견에서 “중요 회의에 대해서는 당연히 의사록을 작성해야 한다고 판단했다. 사무 쪽에 작성을 철저하게 지시하지 않았던 것은 매우 죄송하다”라고 말했다.

#### 미국의 대응
미국 원자력 규제 위원회(NRC)가 도쿄 전력 후쿠시마 제1 원자력 발전소 사고 발생 직후의 내부 문서를 공개했다. 그 중에는 일본으로의 지원으로서 수상 관저에 전문가를 상주시키고 싶다는 요구를 한 기록이 있었다. 그러나 요미우리 신문에 의하면 에다노 내각관방장관은 “협력은 고맙게 부탁하고 싶다. 단, 관저 안에 있는 것은 넘어가주길 바란다”라는 조건을 달았다고 한다. 또, 지진 발생 직후 힐러리 클린턴 미 국무장관은 같은 원자력 발전소에 냉각제를 수송했다고 말했지만 일본측이 “물이라면 바다에 얼마든지 있지만…” (일본 정부 관계자)이라고 대응했기 때문에 이러한 긴급 계획은 발동시킬 수 없는 것이라고 판단했다.
그런 한편으로 긴급시 신속 방사능 영향 예측 네트워크 시스템(SPEEDI) 계산 결과에 대해서는 일본 국내에 공개하기 오래 전에 사고 직후 외무성을 통해서 미군에 제공했었다고 한다.

#### 국회의 운영
국회는 3월 12일 이후 ‘지진 재해 대응을 위한 여야당 휴전’으로서 일시적으로 심의를 줄이고 3월 말부터 자연 휴회 상태가 되고 있었지만 4월 12일에 심의를 재개했다. 이때 최초로 민주당이 시행한 의결은 우정민영화에 반대하는 국민신당의 주장에 따른 ‘중의원 본회의에서 우정 개혁을 심의하기 위한 특별 위원회의 설치’였다. 이에 대해서 자유민주당은 “지진 재해 대응과 우정 민영화에 어떤 관계도 없다”라고 거세게 반발해 국회는 제대로 돌아가지 못했다.

#### 정부의 대응에 관한 지적
전지 회사 업계 단체인 전지공업회가 구원 물자로 준비한 190만 개의 전지가 ‘지자체의 요청이 없다’라는 이유로 지진 피해 지역 지자체에 도착하지 않는 등 ‘필요한 물자를 확보하면서도 신속하게 보낼 수가 없다’는 정부의 대응이 보도되기도 했다.
또, 청융화 주일 중화인민공화국 대사는 기자회견에서 일본의 원조 수용 방식에 문제가 있다고 지적했다. 3월 28일에 일본에 도착한 제2차 지원 물자에 대해서 수송 절차를 중화인민공화국측이 담당하도록 요청받은 것, 무상 제공한 휘발유 등을 피해 지역에서 멀리 떨어진 에히메현과 히로시마현에서 화물을 내리도록 요구받은 것, 국제 구조대의 인원 수를 줄이도록 요구해 온 것을 들어 일본측의 대응을 비판했다.
이재민 지원 각 부성 연락 회의는 ‘정치 주도’를 내거는 민주당 정권이 폐지한 ‘사무차관등 회의’의 실질적인 부활이라고 보도했다. 3월 28일 회의에서는 도쿄 전력의 소관 관청인 경제산업성에 대한 비판이 집중됐다. 이에 대해 ‘책임을 강요하는 회의 뿐’이라는 지적과 가이에다 반리, 나카야마 요시카쓰 등 경제산업성 정무 3역이 전년도인 2010년에 치른 민주당 대표 선거에서 오자와 이치로 전 대표를 지지했다는 감정적인 응어리에서 총리와 그 주변이 경제산업성이나 원자력 안전·보안원에 엄격하기 위한 후쿠시마 원자력 발전소 사고의 대응을 둘러싼 ‘상호 불신’이 높아지고 있다는 등의 보도가 있었다.
내각 관방 참여를 놓고 다음과 같은 문제도 일어났다.
- 마쓰모토 겐이치 : 4월 13일에 간 총리와 회담한 후, 간 총리가 “후쿠시마 제1 원자력 발전소 주변은 10년, 20년 거주할 수 없게 될 것”이라는 발언을 했다고 기자단에게 설명해 피해 지역인 후쿠시마 현에서 항의의 목소리가 나왔다.[47][48] 간 총리는 그날에 했던 발언을 부인하여[47][49] 마쓰모토의 경질설도 나돌았지만[49] 경질에 대해서는 일체 부인했다.[50]
- 고사코 도시소 : ‘정책 결정이 즉흥적’이라며 정부에 대한 비판을 하고 사임했다.[51][52]

#### 하마오카 원자력 발전소의 운전 전면 정지 요청
5월 6일, 간 총리는 관저에서 긴급 기자회견을 열고 주부 전력 하마오카 원자력 발전소에 대해 도쿄 전력 후쿠시마 제1 원자력 발전소 사고를 근거로 대지진에 따르는 중대 사고 발생을 막기 위해서 모든 원자로의 운전 정지를 주부 전력에 요청한 것을 밝혔다. 이 요청은 법적 근거가 없는 행정 지도에 의한 것이었다. 주부 전력은 5월 9일 임시 이사회에서 이 요청을 받아 들이기로 결정했다.
이때 경제산업성은 당초에 하마오카 원자력 발전소 운전 정지와 교환해서 다른 원자력 발전소의 재가동을 획책했는데 관저측은 이에 반발하여 경제산업성의 발표를 직전에 보류하고 순수하게 ‘하마오카를 정지한다’라는 내용의 총리 스스로가 기자회견을 가졌다.

### 대연립 구상과 인사
내각 인사에서는 동일본 대지진을 계기로 절전 계발 등 담당 대신을 신설해 무라타 렌호 행정 쇄신 담당 대신을 담당 대신으로 임명했다. 또, 에다노 내각관방장관이 후쿠시마 제1 원자력 발전소 사고에의 대응에 쫓겨서 이재민 지원이 부실하게 이뤄져 있었기 때문에 전 내각관방장관인 센고쿠 요시토를 내각관방부장관으로 임명해서 이재민 지원을 담당하도록 했다. 쓰지모토 기요미 중의원 의원, 후지이 히로히사 내각관방부장관, 마부치 스미오 전 국토교통대신의 내각총리대신 보좌관 기용에 따라 내각법의 한도 인원(5명)에 도달했기 때문에 그 영향으로 가토 고이치와 데라타 마나부가 내각총리대신 보좌관직에서 이임했다.
또, 내각 관방 참여는 3월 29일까지 6명이 추가되면서 최대 15명으로 늘렸다. 게다가 내각관방에 지진 재해 자원봉사 협력실을 신설, 내각부 참여의 유아사 마코토를 실장으로 전출시켰다.
정부·민주당은 내각법을 개정해서 각료의 정원을 일시적으로 3명을 증원해서 20명으로 하고, 지진 재해의 대책을 강화해 야당으로부터 입각을 요구받아 ‘거국 일치’체제를 구축하는 것도 함께 검토됐다. 3월 19일, 자유민주당의 다니가키 사다카즈 총재에게 원자력 발전 문제 담당상, 오시마 다다모리 부총재에게 지진 재해 대책 담당상으로서의 입각이 타진됐다는 내용의 각 조간 신문에 알렸다. 그 날의 오후에는 간 총리가 다니가키에게 전화로 부총리 겸 지진 재해 부흥 담당상으로서의 입각을 요청했지만 다니가키는 이를 거부했다. 자유민주당은 지진 재해 대책에서는 전면 협력하겠다는 방침을 세웠지만 당초부터 자유민주당에서 각료를 내는 것에는 부정적이어서 각료 증원이 제안된 3월 18일 ‘각 당·정부 지진 재해 대책 합동 회의’에서는 이시하라 노부테루 자유민주당 간사장이 오카다 가쓰야 민주당 간사장에 대해서 “총리가 즉흥적으로 총재에게 전화하면 혼란이 올 수도 있으니까 신경을 써 주길 바란다”라고 견제했다. 각료 증원에 관련해서도 여당에서 연립 정권을 구성하는 국민신당 대표인 가메이 시즈카 등으로부터 반대 의견을 받고 개정은 보류됐다. 그 후 가메이는 간 총리로부터 부총리를 맡아달라는 요청을 받았지만 고사했고, 내각총리대신 보좌관으로 발탁됐다.
2011년 6월 27일, 간 내각은 아래의 인사를 단행했다.
- 호소노 고시 내각총리대신 보좌관의 원자력 발전 사고 담당 대신으로 취임
- 가메이 시즈카 국민신당 대표의 내각총리대신 보좌관으로 취임
- 마쓰모토 류 방재 담당 대신의 동일본 대지진 부흥 대책 담당 대신 겸임
- 자유민주당을 탈당한 하마다 가즈유키 참의원의 총무대신 정무관으로 기용

거기에 따라, 법률상의 각료나 내각총리대신 보좌관의 정수 문제 등에서 아래의 인사를 단행했다.
- 마쓰모토 류 부흥 대책 담당 대신의 환경대신 이임
- 에다 사쓰키 법무대신의 환경대신 겸임
- 무라타 렌호 행정 쇄신 담당 대신의 이임과 내각총리대신 보좌관으로 취임
- 마부치 스미오 내각총리대신 보좌관에서의 이임
- 호소노 고시 원자력 발전 사고 담당 대신의 소비자 담당 대신 겸임과 내각총리대신 보좌관 이임
- 에다노 유키오 내각관방장관의 행정 쇄신 담당 대신의 겸임
- 우치야마 아키라 총무대신 정무관의 사표 수리

렌호 대신이 각료가 되지 않음으로해서 제2차 하시모토 내각 말기인 1998년 7월 28일 이후 13년 만에 단 한 명의 여성 각료는 없었다. 또한 마쓰모토 류 부흥 담당 대신이 문제성 발언을 한 것에 의해 취임한 지 9일째인 7월 5일부로 사임했고 마쓰모토의 후임으로 내각부 부대신인 히라노 다쓰오가 대신으로 승격했다. ‘탈 오자와’를 내세웠던 간 내각에서 2010년 9월에 치렀던 민주당 대표 선거에 따른 제1차 개조내각 이후 처음으로 오자와 그룹의 각료가 탄생했다.

### 조선학교 수업료 무상화
조선학교 수업료 무상화의 심사 수속은 북한에 의한 연평도 포격 사건을 이유로 2010년 11월에 정지됐으나 간 총리는 내각 총사퇴 전날인 2011년 8월 29일에 다카키 요시아키 문부과학상에게 재개할 것을 지시했다. 자유민주당의 이시바 시게루는 “재개해야 할 명확한 설명은 없다. (퇴진 직전의)일종의 꼼수를 부리는 것이며, 해서는 안 되는 법을 무시한 처사다”라고 비판했다.

## 국무대신
| 출신 당파 : 비 국회의원, 무소속 민주당 국민신당 (발족시 : 민주당 14, 국민신당 1, 비 국회의원 1, 무소속 1) |

| 직책                                                  | 대수 | 성명              | 성명 | 주요 경력                                 | 임시 대리 순위 | 재직 기간                         | 비고                                                     |
| ----------------------------------------------------- | ---- | ----------------- | ---- | ----------------------------------------- | -------------- | --------------------------------- | -------------------------------------------------------- |
| 내각총리대신                                          | 94   | 간 나오토         |      | 중의원 민주당 (간 그룹)                   | -              | 2011년 1월 14일 ~ 2011년 9월 2일  | 민주당 대표                                              |
| 총무대신                                              |      | 가타야마 요시히로 |      | 비 국회의원                               | -              | 2011년 1월 14일 ~ 2011년 9월 2일  |                                                          |
| 법무대신                                              |      | 에다 사쓰키       |      | 참의원 민주당 (간 그룹)                   | 2              | 2011년 1월 14일 ~ 2011년 9월 2일  |                                                          |
| 외무대신                                              |      | 마에하라 세이지   |      | 중의원 민주당 (마에하라 그룹)             | 3              | 2011년 1월 14일 ~ 2011년 3월 7일  |                                                          |
| 외무대신                                              |      | 에다노 유키오     |      | 중의원 민주당 (마에하라 그룹) (간 그룹)   | 1              | 2011년 3월 7일 ~ 2011년 3월 9일   | 임시 대리                                                |
| 외무대신                                              |      | 마쓰모토 다케아키 |      | 중의원 민주당 (노다 그룹) (다루토코 그룹) | -              | 2011년 3월 9일 ~ 2011년 9월 2일   |                                                          |
| 재무대신                                              |      | 노다 요시히코     |      | 중의원 민주당 (노다 그룹)                 | -              | 2011년 1월 14일 ~ 2011년 9월 2일  |                                                          |
| 문부과학대신                                          |      | 다카키 요시아키   |      | 중의원 민주당 (가와바타 그룹)             | -              | 2011년 1월 14일 ~ 2011년 9월 2일  | 국립국회도서관 연락조정위원회 위원                       |
| 후생노동대신                                          |      | 호소카와 리쓰오   |      | 중의원 민주당 (간 그룹)                   | 5              | 2011년 1월 14일 ~ 2011년 9월 2일  |                                                          |
| 농림수산대신                                          |      | 가노 미치히코     |      | 중의원 민주당 (하타 그룹)                 | 4              | 2011년 1월 14일 ~ 2011년 9월 2일  |                                                          |
| 경제산업대신                                          |      | 가이에다 반리     |      | 중의원 민주당 (하토야마 그룹)             | -              | 2011년 1월 14일 ~ 2011년 9월 2일  | 원자력 경제 피해 담당 (2011년 4월 11일 ~ )               |
| 국토교통대신                                          |      | 오하타 아키히로   |      | 중의원 민주당 (하토야마 그룹)             | -              | 2011년 1월 14일 ~ 2011년 9월 2일  | 해양 정책 담당                                           |
| 환경대신                                              |      | 마쓰모토 류       |      | 중의원 민주당 (요코미치 그룹)             | -              | 2011년 1월 14일 ~ 2011년 6월 27일 |                                                          |
| 환경대신                                              |      | 에다 사쓰키       |      | 참의원 민주당 (간 그룹)                   | 2              | 2011년 6월 27일 ~ 2011년 9월 2일  |                                                          |
| 방위대신                                              |      | 기타자와 도시미   |      | 참의원 민주당 (하타 그룹)                 | -              | 2011년 1월 14일 ~ 2011년 9월 2일  |                                                          |
| 내각관방장관                                          |      | 에다노 유키오     |      | 중의원 민주당 (마에하라 그룹) (간 그룹)   | 1              | 2011년 1월 14일 ~ 2011년 9월 2일  |                                                          |
| 국가공안위원회 위원장                                 |      | 나카노 간세이     |      | 중의원 민주당 (가와바타 그룹)             | 5              | 2011년 1월 14일 ~ 2011년 9월 2일  | 납치 문제 담당 공무원 제도 개혁 담당                     |
| 내각부 특명담당대신 (오키나와 및 북방 대책 담당)      |      | 에다노 유키오     |      | 중의원 민주당 (마에하라 그룹) (간 그룹)   | 1              | 2011년 1월 14일 ~ 2011년 9월 2일  |                                                          |
| 내각부 특명담당대신 (방재 담당)                       |      | 마쓰모토 류       |      | 중의원 민주당 (요코미치 그룹)             | -              | 2011년 1월 14일 ~ 2011년 7월 5일  | 동일본 대지진 부흥 대책 담당 (2011년 6월 27일 ~ )        |
| 내각부 특명담당대신 (방재 담당)                       |      | 히라노 다쓰오     |      | 참의원 민주당 (오자와 그룹) (겐바 그룹)   | -              | 2011년 7월 5일 ~ 2011년 9월 2일   | 동일본 대지진 부흥 대책 담당                             |
| 내각부 특명담당대신 (금융 담당)                       |      | 지미 쇼자부로     |      | 참의원 국민신당                           | -              | 2011년 1월 14일 ~ 2011년 9월 2일  | 우정 개혁 담당                                           |
| 내각부 특명담당대신 (소비자 및 식품 안전 담당)        |      | 무라타 렌호       |      | 참의원 민주당 (노다 그룹)                 | -              | 2011년 1월 14일 ~ 2011년 6월 27일 | 절전 계발 담당 (2011년 3월 13일 ~ )                      |
| 내각부 특명담당대신 (소비자 및 식품 안전 담당)        |      | 호소노 고시       |      | 중의원 민주당 (마에하라 그룹)             | -              | 2011년 6월 27일 ~ 2011년 9월 2일  | 절전 계발 담당 원자력 발전 사고의 수습 및 재발 방지 담당 |
| 내각부 특명담당대신 (저출산 대책 담당)                |      | 요사노 가오루     |      | 중의원 무소속                             | -              | 2011년 1월 14일 ~ 2011년 9월 2일  |                                                          |
| 내각부 특명담당대신 (남녀 공동 참가 담당)             |      | 요사노 가오루     |      | 중의원 무소속                             | -              | 2011년 1월 14일 ~ 2011년 9월 2일  |                                                          |
| 내각부 특명담당대신 (경제 재정 정책 담당)             |      | 요사노 가오루     |      | 중의원 무소속                             | -              | 2011년 1월 14일 ~ 2011년 9월 2일  | 사회 보장·세금 일체 개혁 담당                            |
| 내각부 특명담당대신 (지역 주권 추진 담당)             |      | 가타야마 요시히로 |      | 비 국회의원                               | -              | 2011년 1월 14일 ~ 2011년 9월 2일  | 지역 활성화 담당                                         |
| 내각부 특명담당대신 (과학 기술 정책 담당)             |      | 겐바 고이치로     |      | 중의원 민주당 (겐바 그룹)                 | -              | 2011년 1월 14일 ~ 2011년 9월 2일  | 우주 개발 담당                                           |
| 내각부 특명담당대신 (‘새로운 공공’ 담당)              |      | 겐바 고이치로     |      | 중의원 민주당 (겐바 그룹)                 | -              | 2011년 1월 14일 ~ 2011년 9월 2일  | 국가 전략 담당                                           |
| 내각부 특명담당대신 (행정 쇄신 담당)                  |      | 무라타 렌호       |      | 참의원 민주당 (노다 그룹)                 | -              | 2011년 1월 14일 ~ 2011년 6월 27일 |                                                          |
| 내각부 특명담당대신 (행정 쇄신 담당)                  |      | 에다노 유키오     |      | 중의원 민주당 (마에하라 그룹) (간 그룹)   | 1              | 2011년 6월 27일 ~ 2011년 9월 2일  |                                                          |
| 내각부 특명담당대신 (원자력 손해 배상 지원 기구 담당) |      | 호소노 고시       |      | 중의원 민주당 (마에하라 그룹)             | -              | 2011년 8월 10일 ~ 2011년 9월 2일  |                                                          |
| 1. 2. 3. 4. 5. 6. 7. 8. 9. 10. 11. 12. 13.            |      |                   |      |                                           |                |                                   |                                                          |

- 2011년 1월 14일 임명.
- 평균 연령 : 60.6세
  - 최고령 : 기타자와 도시미, 요사노 가오루(72세)
  - 최연소 : 무라타 렌호(43세) → 호소노 고시(39세)

## 내각관방부장관·내각법제국 장관
| 직책            | 성명            | 담당      | 소속                          | 비고                                       |
| --------------- | --------------- | --------- | ----------------------------- | ------------------------------------------ |
| 내각관방부장관  | 후지이 히로히사 | 정무 담당 | 중의원, 민주당(오자와 그룹)   | 2011년 3월 17일 퇴임                       |
| 내각관방부장관  | 센고쿠 요시토   | 정무 담당 | 중의원, 민주당(마에하라 그룹) | 민주당 대표 대행 겸임 2011년 3월 17일 임명 |
| 내각관방부장관  | 후쿠야마 데쓰로 | 정무 담당 | 참의원, 민주당(마에하라 그룹) | 재임                                       |
| 내각관방부장관  | 다키노 긴야     | 사무 담당 | 전 총무 사무 차관             | 재임                                       |
| 내각법제국 장관 | 가지타 신이치로 |           | 전 내각법제차장               | 재임                                       |

- 2011년 1월 14일 임명.

## 내각총리대신 보좌관
| 직책                | 성명            | 담당 | 소속                          | 비고                                      |
| ------------------- | --------------- | --- | ----------------------------- | ----------------------------------------- |
| 내각총리대신 보좌관 | 가토 고이치     | 국가 전략 및 국회 대책 담당 | 중의원, 민주당(간 그룹)       | 재임 2011년 3월 17일 퇴임                 |
| 내각총리대신 보좌관 | 데라타 마나부   | 행정 쇄신 및 홍보 담당 | 중의원, 민주당(간 그룹)       | 재임 2011년 3월 26일 퇴임                 |
| 내각총리대신 보좌관 | 마부치 스미오   | 도호쿠 지방 태평양 해역 지진에 의한 재해 및 원자력 발전소 사고 대응 담당                                                            | 중의원, 민주당(무파벌)        | 2011년 3월 26일 임명 2011년 6월 27일 퇴임 |
| 내각총리대신 보좌관 | 호소노 고시     | 사회 보장·세금 일체 개혁 및 국회 대책 담당( ~ 2011년 4월 16일) 원자력 발전소 사고 전반에 대한 대응 및 홍보 담당(2011년 4월 16일 ~ ) | 중의원, 민주당(마에하라 그룹) | 2011년 6월 27일 퇴임                      |
| 내각총리대신 보좌관 | 시바 히로카즈   | 정치 주도에 의한 정책 운영 및 국회 대책 담당                                                                                        | 참의원, 민주당                |                                           |
| 내각총리대신 보좌관 | 쓰지모토 기요미 | 재해 자원봉사 활동 담당 | 중의원, 무소속                | 2011년 3월 13일 임명                      |
| 내각총리대신 보좌관 | 후지이 히로히사 | 사회 보장·세금 일체 개혁 및 부처간 조정 담당                                                                                        | 중의원, 민주당(오자와 그룹)   | 2011년 3월 17일 임명                      |
| 내각총리대신 보좌관 | 무라타 렌호     | 소비자 및 식품 안전, 행정 쇄신 담당                                                                                                 | 중의원, 민주당(노다 그룹)     | 2011년 6월 27일 임명                      |
| 내각총리대신 보좌관 | 가메이 시즈카   | 내각의 중요 정책 전반 담당 | 중의원, 국민신당              | 국민신당 대표 2011년 6월 27일 임명        |

- 2011년 1월 18일 임명.

## 부대신
| 직책            | 성명              | 소속                          | 비고                     |
| --------------- | ----------------- | ----------------------------- | ------------------------ |
| 내각부 부대신   | 아즈마 쇼조       | 중의원, 민주당(오자와 그룹)   | 재임                     |
| 내각부 부대신   | 스에마쓰 요시노리 | 중의원, 민주당(간 그룹)       | 재임                     |
| 내각부 부대신   | 히라노 다쓰오     | 중의원, 민주당(오자와 그룹)   | 재임 2011년 7월 5일 퇴임 |
| 내각부 부대신   | 야마구치 쓰요시   | 중의원, 민주당(겐바 그룹)     | 2011년 7월 5일 임명      |
| 총무 부대신     | 스즈키 가쓰마사   | 중의원, 민주당(오자와 그룹)   | 재임                     |
| 총무 부대신     | 히라오카 히데오   | 중의원, 민주당(간 그룹)       | 재임                     |
| 법무 부대신     | 오가와 도시오     | 참의원, 민주당(간 그룹)       | 재임                     |
| 외무 부대신     | 반노 유타카       | 중의원, 민주당                | 재임                     |
| 외무 부대신     | 마쓰모토 다케아키 | 중의원, 민주당(노다 그룹)     | 재임 2011년 3월 9일 퇴임 |
| 외무 부대신     | 다카하시 지아키   | 참의원, 민주당(하토야마 그룹) | 2011년 3월 10일 임명     |
| 재무 부대신     | 이가라시 후미히코 | 중의원, 민주당                | 재임                     |
| 재무 부대신     | 사쿠라이 미쓰루   | 참의원, 민주당                | 재임                     |
| 문부과학 부대신 | 사사키 류조       | 중의원, 민주당                | 재임                     |
| 문부과학 부대신 | 스즈키 간         | 참의원, 민주당(하토야마 그룹) | 재임                     |
| 후생노동 부대신 | 고미야마 요코     | 중의원, 민주당(마에하라 그룹) | 재임                     |
| 후생노동 부대신 | 오쓰카 고헤이     | 참의원, 민주당                |                          |
| 농림수산 부대신 | 시노하라 다카시   | 중의원, 민주당                | 재임                     |
| 농림수산 부대신 | 쓰쓰이 노부타카   | 중의원, 민주당(요코미치 그룹) | 재임                     |
| 경제산업 부대신 | 이케다 모토히사   | 중의원, 민주당(간 그룹)       | 재임                     |
| 경제산업 부대신 | 마쓰시타 다다히로 | 중의원, 국민신당              | 재임                     |
| 국토교통 부대신 | 미쓰이 와키오     | 중의원, 민주당(다루토코 그룹) | 재임                     |
| 국토교통 부대신 | 이케구치 슈지     | 참의원, 민주당                | 재임                     |
| 환경 부대신     | 곤도 쇼이치       | 중의원, 민주당                | 재임                     |
| 방위 부대신     | 오가와 가쓰야     | 참의원, 민주당                |                          |

- 2011년 1월 18일 임명.

## 대신 정무관
| 직책                | 성명              | 소속                          | 비고                      |
| ------------------- | ----------------- | ----------------------------- | ------------------------- |
| 내각부대신 정무관   | 아쿠쓰 유키히코   | 중의원, 민주당(간 그룹)       | 재임                      |
| 내각부대신 정무관   | 소노다 야스히로   | 중의원, 민주당(하타 그룹)     | 재임                      |
| 내각부대신 정무관   | 와다 다카시       | 중의원, 민주당                | 재임                      |
| 총무대신 정무관     | 우치야마 아키라   | 중의원, 민주당(오자와 그룹)   | 재임 2011년 6월 27일 사임 |
| 총무대신 정무관     | 하마다 가즈유키   | 참의원, 무소속                | 2011년 6월 27일 임명      |
| 총무대신 정무관     | 오사카 세이지     | 중의원, 민주당                | 재임                      |
| 총무대신 정무관     | 모리타 다카시     | 참의원, 국민신당              | 재임                      |
| 법무대신 정무관     | 구로이와 다카히로 | 중의원, 민주당                | 재임                      |
| 외무대신 정무관     | 기쿠타 마키코     | 중의원, 민주당                | 재임                      |
| 외무대신 정무관     | 야마하나 이쿠오   | 중의원, 민주당(요코미치 그룹) | 재임                      |
| 외무대신 정무관     | 도쿠나가 히사시   | 참의원, 민주당(마에하라 그룹) | 재임                      |
| 재무대신 정무관     | 요시다 이즈미     | 중의원, 민주당(하토야마 그룹) | 재임                      |
| 재무대신 정무관     | 오다치 모토유키   | 참의원, 민주당                | 재임                      |
| 문부과학대신 정무관 | 류 히로후미       | 중의원, 민주당                | 재임                      |
| 문부과학대신 정무관 | 하야시 구미코     | 참의원, 민주당                | 재임                      |
| 후생노동대신 정무관 | 오카모토 미쓰노리 | 중의원, 민주당                | 재임                      |
| 후생노동대신 정무관 | 고바야시 마사오   | 참의원, 민주당                | 재임                      |
| 농림수산대신 정무관 | 다나부 마사요     | 중의원, 민주당                | 재임                      |
| 농림수산대신 정무관 | 마쓰키 겐코       | 중의원, 민주당(오자와 그룹)   | 재임 2011년 2월 24일 사임 |
| 농림수산대신 정무관 | 요시다 고이치     | 중의원, 민주당(하토야마 그룹) | 2011년 2월 25일 임명      |
| 경제산업대신 정무관 | 다지마 가나메     | 중의원, 민주당                | 재임                      |
| 경제산업대신 정무관 | 나카야마 요시카쓰 | 중의원, 민주당(하토야마 그룹) | 재임                      |
| 국토교통대신 정무관 | 이치무라 고이치로 | 중의원, 민주당                | 재임                      |
| 국토교통대신 정무관 | 고이즈미 도시아키 | 중의원, 민주당                | 재임                      |
| 국토교통대신 정무관 | 쓰가와 쇼고       | 중의원, 민주당(무파벌)        | 재임                      |
| 환경대신 정무관     | 히다카 다케시     | 중의원, 민주당(오자와 그룹)   | 재임                      |
| 방위대신 정무관     | 마쓰모토 다이스케 | 중의원, 민주당                | 재임                      |
| 방위대신 정무관     | 히로타 하지메     | 참의원, 민주당                | 재임                      |

- 2011년 1월 18일 임명.

## 내각의 움직임

### 2011년

#### 1월
- 1월 14일 : 간 나오토 내각총리대신이 취임 이래 두 번째의 내각 개조를 단행하여 간 제2차 개조내각이 발족됨.
- 1월 24일 : 제177회 통상 국회 소집.

#### 2월
- 2월 24일 : 마쓰키 겐코 농림수산대신 정무관이 여당인 민주당 집행부가 정치자금규정법 위반으로 강제 기소된 오자와 이치로를 판결 확정될 때까지의 당원 자격 정지 처분을 내렸다는 것에 항의해 사임.
- 2월 25일 : 농림수산대신 정무관직에서 사임한 마쓰키의 후임으로 민주당의 요시다 고이치 중의원 의원이 취임.

#### 3월
- 3월 1일 : 중의원 본회의에서 2011년도 본예산안이 찬성 다수로 가결됨.
- 3월 7일 : 마에하라 세이지 외무대신이 정치자금규정법에서 금지되고 있는 재일 외국인으로부터 정치 헌금을 받은 사실이 드러나 이 사건에 대한 책임을 지고 사임, 에다노 유키오 내각관방장관이 임시 대리를 맡음.
- 3월 9일 : 마에하라의 후임으로 마쓰모토 다케아키 외무 부대신이 승격하는 형태로 취임했고 호세이 대학 교수인 이가라시 다카요시가 내각 관방 참여로 취임.
- 3월 10일 : 마쓰모토의 후임으로 민주당의 다카하시 지아키 참의원 의원이 취임.
- 3월 11일 : 도호쿠 지방 태평양 해역 지진의 발생에 대해 간 총리를 본부장으로 하는 ‘헤이세이 23년(2011년) 도호쿠 지방 태평양 해역 지진 긴급 재해 대책 본부’를 설치.[21][23] 원자력 긴급 사태 선언[71]에 의해 ‘헤이세이 23년(2011년) 후쿠시마 제1 원자력 발전소 사고와 관련되는 원자력 재해 대책 본부’를 설치.[72] 현지에 ‘헤이세이 23년(2011년) 후쿠시마 제1 원자력 발전소 사고와 관련되는 원자력 재해 현지 대책 본부’를 설치.[72]
- 3월 12일 : 원자력 재해 대책 본부의 명칭을 ‘헤이세이 23년(2011년) 후쿠시마 제1 및 제2 원자력 발전소 사고와 관련되는 원자력 재해 대책 본부’에 원자력 재해 현지 대책 본부의 명칭을 ‘헤이세이 23년(2011년) 후쿠시마 제1 및 제2 원자력 발전소 사고와 관련되는 원자력 재해 현지 대책 본부’로 변경.[73]
- 3월 13일 : 도호쿠 지방 태평양 해역 지진의 영향에 따른 도쿄 전력 관내에서의 전력 부족[74]에 대응하기 위해 ‘전력 공급 긴급 대책 본부’를 설치,[75] 무라타 렌호 행정 쇄신 담당 대신을 절전 계발 등 담당 대신으로, 쓰지모토 기요미 중의원 의원을 내각총리대신 보좌관(재해 자원봉사 활동 담당)으로 임명.[76]
- 3월 15일 : 정부와 도쿄 전력과 합동으로 ‘후쿠시마 원자력 발전소 사고 대책 통합 본부’를 설치.
- 3월 16일 : 내각관방에 ‘지진 재해 자원봉사 협력실’을 설치하고 실장에는 내각부 참여의 유아사 마코토를 기용함. ‘각 당·정부 지진 재해 대책 합동 회의’를 설치하고 도쿄 대학 대학원 공학계 연구과 원자력 국제 전공 교수인 고사코 도시소가 내각 관방 참여로 취임.
- 3월 17일 : 도호쿠 지방 태평양 해역 지진의 이재민 지원에 의해서 센고쿠 요시토 전 내각관방장관을 내각관방부장관으로, 후지이 히로히사 내각관방부장관을 내각총리대신 보좌관(사회 보장·세금 일체 개혁 및 부처간 조정 담당)으로 임명. 이 같은 인사에 의한 내각총리대신 보좌관의 정원 초과로 인해 가토 고이치 내각총리대신 보좌관(국가 전략 및 국회 대책 담당)은 퇴임했음. 긴급 재해 대책 본부 직할인 ‘이재민 생활 지원 특별 대책 본부’를 설치하고 ‘이재민 전용의 주택 공급 촉진 등에 관한 검토 회의’, ‘이재민 등 취업 지원 고용 창출 추진 회의’, ‘재해 지역의 복구에 관한 검토 회의’, ‘재해 폐기물 처리 등의 원활화에 관한 검토 회의’, ‘재해 폐기물의 처리 등과 관계되는 법적 문제에 관한 검토 회의’를 설치.

#### 8월
- 8월 30일 : 각의에서 내각은 총사퇴했고 새로운 내각이 발족될 때까지 직무 집행 내각으로서 존속됨, 후임 내각은 노다 내각으로 결정됨.

#### 9월
- 9월 2일 : 노다 내각이 발족한 것에 의해 직무 집행 내각으로서의 업무를 종료하여 노다 내각에게 넘겨줌.

## 같이 보기
- 2011년 도호쿠 지방 태평양 해역 지진의 피해
  - 도모다치 작전 - 미군에 의한 동일본 대지진의 구조·지원 등의 작전명
- 후쿠시마 제1 원자력 발전소 사고
  - 후쿠시마 원전사고 타임라인
  - 동일본 대지진에 의한 전력 위기
- 후텐마 기지 이전 문제